# Дворец Малаховских (Варшава)
 Памятник культуры: регистрационный номер 519 от 1 июля 1965 года.
Дворец Малаховских — памятник культуры. Находится в Варшаве на перекрёстке улиц Мёдова № 2 и Сенаторская № 11.

## История
Построен в первой половине XVIII века для варшавского старосты Юзефа Бенедикта Лупя, который приобрёл этот участок земли в 1731 году. В 1750 году расширен и перестроен для великого коронного канцлера Яна Малаховского, по видимому по проекту Якуба Фонтаны.
После продажи дворца Миколаем Малаховским в 1784—1785 годах во дворе дворца, со стороны улицы Мёдовой, построено каменное здание фирмы «Roesler & Hurtig» — один из первых в Варшаве торговых домов с магазинными витринами. В конце XIX века это здание составляло одно целое с дворцом.
Был разрушен во время обороны Варшавы в 1939 году. Отстроен в 1947—1948 годах на основании проекта Зигмунта Степиньского, в стиле барокко, без позднейших элементов. Позднее восстановлено торговое здание, но без соединительного крыла с дворцом, оставив искусственно выглядящую площадь на улице Мёдовой. Аттик украшен скульптурными декорациями Александра Журавского.
В 2002 году в здании располагалось главное управление Польского туристическо-страноведческого товарищества.